# Ludmila de Weever
Ludmila de Weever é uma política de São Martinho. Desde 28 de março de  2020 que tem servido como Ministra do Turismo, Assuntos Económicos, Transportes e Telecomunicações no segundo governo da Primeira-ministra Silveria Jacobs.